# Tapinoma glaesaria
Tapinoma glaesaria (лат.) — ископаемый вид муравьёв из рода Tapinoma (подсемейство долиходерины). Обнаружен в позднеэоценовых ровенских янтарях (около 40 млн лет).

## Описание
Мелкие муравьи, длина тела около 1,5 мм. Покровы гладкие и блестящие. Парапсидальные бороздки и отстоящие волоски отсутствуют. Глаза смещены вперёд, крупные. Скапус усиков укороченный, не выдаётся за затылочный край головы и по длине равен первым трём членикам жгутика. Скутеллюм и скутум сильно выпуклые. Петиоль треугольный. Передние крылья содержат замкнутые ячейки 3r, 1r + 2r + rm, mcu. От близких видов (например, у вымершего Tapinoma minutissima Emery, 1891 из сицилийского янтаря и у современных) отличается очень коротким скапусом: у всех других самцы имеют длинный скапус, выступающий за задний край головы. Вид был впервые описан в 2002 году российским мирмекологом Геннадием Михайловичем Длусским (МГУ, Москва) вместе с такими новыми видами как Dolichoderus zherichini, Tapinoma electrinum, Oligomyrmex nitidus, Oligomyrmex ucrainicus. Название таксона T. aberrans происходит от латинского слова aberrans (уклоняющийся). Однако, название Tapinoma aberrans Dlussky оказалось вторичным омонимом, так как ранее такое имя уже было занято Tapinoma aberrans (Santschi, 1911) (современный вид с Мадагаскара), то его в 2019 году по правилам Международного кодекса зоологической номенклатуры (статья 60.3 ICZN, 1999) переименовали в новое Tapinoma glaesaria (латинское слово glaesarius означает «из янтаря»).